# Б. В. Радха
Бенгалуру Виджая Радха (канн. ಬೆಂಗಳೂರು ವಿಜಯ ರಾಧ; август 1948, Бангалор, – 10 сентября 2017, там же), более известная как Б. В. Радха — индийская актриса и кинопродюсер. Дебютировала в кино в 1964 году и снялась в более 300 фильмах, преимущественно на каннада. Как продюсер выпустила фильм Harakeya Kuri (1992), получивший Национальную кинопремию.

## Биография
Б. В. Радха родилась в семье фермеров и при рождении получила имя Раджалакшми. С детства она была заинтересована в актёрской игре и, несмотря на противодействие матери, бросила учёбу, чтобы стать актрисой.
Свою первую роль в кино, сменив имя на Б. В. Радха, девушка сыграла в 1964 году в фильме Navakoti Narayana с Раджкумаром в главной роли. В следующем году она дебютировала в тамильском кино под псевдонимом Кумари Радха, исполнив роль Кавери в фильме Thazhampoo. Впоследствии Радха приняла участие в таких тамильских фильмах как Yaar Nee (1966), Kadalathal Poduma (1967), Sundaramurthy Nayanar (1967) и CID Shankar (1970).
За свою карьеру она снялась в более 250 фильмах на каннада, 30 на тамильском, 25 на телугу, 10 на малаялам и ещё нескольких на тулу и хинди.
Ей довелось играть в паре с ведущими актёрами Южной Индии 1960—1970-х годов: М. Г. Рамачандраном, Шиваджи Ганешаном, НТР, Джемини Ганешаном, Аккинени Нагесвара Рао и Джайшанкаром.
Среди её наиболее известных ролей в кино на каннада: Менака в Simha Swapna (1968), мисс Шила в Ranga Mahal Rahasya (1970), Мэри в Aaru Mooru Ombattu (1970), Малини в Bhale Adrushtavo Adrushta (1970), Радха в Shubha Mangala (1975), а также роли в фильмах Lagna Patrike (1967), Manku Dinne (1968), Mayor Muttanna (1969), Choori Chikkanna (1969), Namma Mane (1970), Gejje Pooje (1970) и Bhale Jodi (1970). Она также сыграла роль матери героя Судипа в фильме Partha (2003) и несколько ролей в телесериалах.
Радха вышла замуж за режиссёра К. С. Л. Свами, и в 1990-х годах вместе с мужем выпустила несколько фильмов под баннером их производственной компании Radharavee Chitra. Один из них, Harakeya Kuri (1992) был удостоен Кинопремии штата Карнатака за третий лучший фильм и Национальной кинопремии за лучший фильм на каннада. Она также была сопродюсером Jamboo Savari (1989), выигравшего премию как лучший детский фильм.
Помимо кино актриса выступала на сцене с театральной труппой Natavrinda. Пьеса Ganga Tunga с её участием была поставлена более 5000 раз. За свой вклад в кино и театр она была награждена Kanaka Ratna Award от духовного и культурного центра Kaginele Kanaka Guru Peetha.
В последние годы жизни у Радхи диагностировали рак. Проходя лечение в больнице района Кальян Нагар, она скончалась из-за сердечного приступа утром 10 сентября 2017 года. Своё тело, также как её муж, умерший 20 октября 2015, она завещала медицинскому колледжу имени М. С. Рамайи, а глаза — больнице Narayana Nethtralaya.